# Cimitero monumentale di Civitavecchia
Il cimitero di Civitavecchia è un cimitero che sorge sulla via Aurelia, nella zona nord della città, realizzato verso la fine del XVIII secolo.

## Descrizione
Edificato alla fine del XVIII secolo, il cimitero di Civitavecchia è uno dei primi esempi italiani di cimiteri fuori le mura, largamente diffusi negli anni successivi grazie all'influenza derivante dall'Editto di Saint Cloud. Tra le opere più interessanti dal punto di vista artistico si può annoverare il Tempietto di San Lorenzo, che venne progettato dall'architetto del Genio Pontificio Benedetto Piernicoli e fu costruito all'interno del cimitero sotto il Pontificato di Papa Pio VI Braschi. L'assetto del Monumento risulta tuttora immutato, prevedeva uno schema fortemente simmetrico con una cappella centrale affiancata da due ali laterali e preceduta da un portico di accesso. Fino agli inizi del 1900 l'accesso ai portici laterali (situati in Via Flavio Gioia) era delimitato da grandi inferriate permettendo il passaggio tra la parte antistante e il giardino retrostante. Nel dopoguerra questi passaggi laterali vennero tamponati per fornire supporto statico alla trabeazione e davanti vi furono collocati due grandi ossari di guerra commemorativi.
All'interno del cimitero sono inoltre presenti il cimitero ebraico, il cimitero francese, l'emiciclo degli uomini e delle famiglie più illustri di civitavecchia (Guglielmi di Vulci, Leti), il colombaio dei Vigili del Fuoco.
Nel frattempo con la crescita della città e con l'edificazione nel tempo di manufatti industriali sorti intorno, l'area cimiteriale non è stata oggetto di ampliamenti, ragione per la quale è stato costruito il nuovo cimitero cittadino in zona Santa Lucia.

## Personalità famose
- Aldo De Luca (1945 - 2013), giornalista.[3]
- Marco Galli (1957 - 1988), pallanuotista.
- Carlo Saraudi (1899 - 1973), pugile e allenatore di pugilato.
- Giulio Cesare Saraudi (1938 - 2005), pugile.
- Vittorio Tamagnini (1910 - 1981), pugile.

## Orari
Dal Lunedì al Sabato dalle 08:00 alle 18:00
Domenica dalle 08:00 alle 13:00

## Informazioni Utili
Indirizzo: Via Aurelia Nord 2 - 00053 - Civitavecchia (RM)